# Beyond the Beyond
Beyond the Beyond (ビヨンド ザ ビヨンド 遥かなるカナーンへ?, Biyondo za Biyondo: Harukanaru kanān e) è un videogioco di ruolo del 1995 sviluppato da Camelot Software Planning e pubblicato da Sony Computer Entertainment per PlayStation. Il titolo è considerato uno dei primi JRPG per la console Sony.